# Castle Nectar
Castle Nectar foi um dos testes feitos durante a Operação Castelo, em 14 de maio de 1954. Nectar e Bravo foram os únicos testes da Operação a serem realizados em terra. A grande presença de radiação do teste Yankee na área dificultou a realização uma medida precisa do fallout de Castle Nectar. Foi uma bomba de fissão impulsionada bifásica detonada, sendo que originalmente seria uma bomba de fissão pura, porém foi acrescentado material para fusão (deutério, trítio e lítio) para aumentar o rendimento, podendo então ser considerada uma transição entre as armas de fissão comuns e as bombas de hidrogênio. De toda a energia liberada (1,69 megatoneladas), cerca de 80% (1,35 mt) foram gerados pela fissão do urânio.
O dispositivo "Zombie" (protótipo da TX-15) tinha 34,5 polegadas (87,63 cm) de diâmetro, 110 polegadas de comprimento (179,4 cm) e pesava 6 520 libras (2957,422 kg). Sua nuvem de cogumelo atingiu 71 000 pés (21,6 km) de altitude. A bomba Zombie não era tão barata quanto outras que foram testadas durante a Operação Castelo devido ao uso de urânio enriquecido, lítio enriquecido e trítio, mas era menor e mais leve que qualquer um dos outros dispositivos detonados, além de ser mais segura.